# فرن قائم

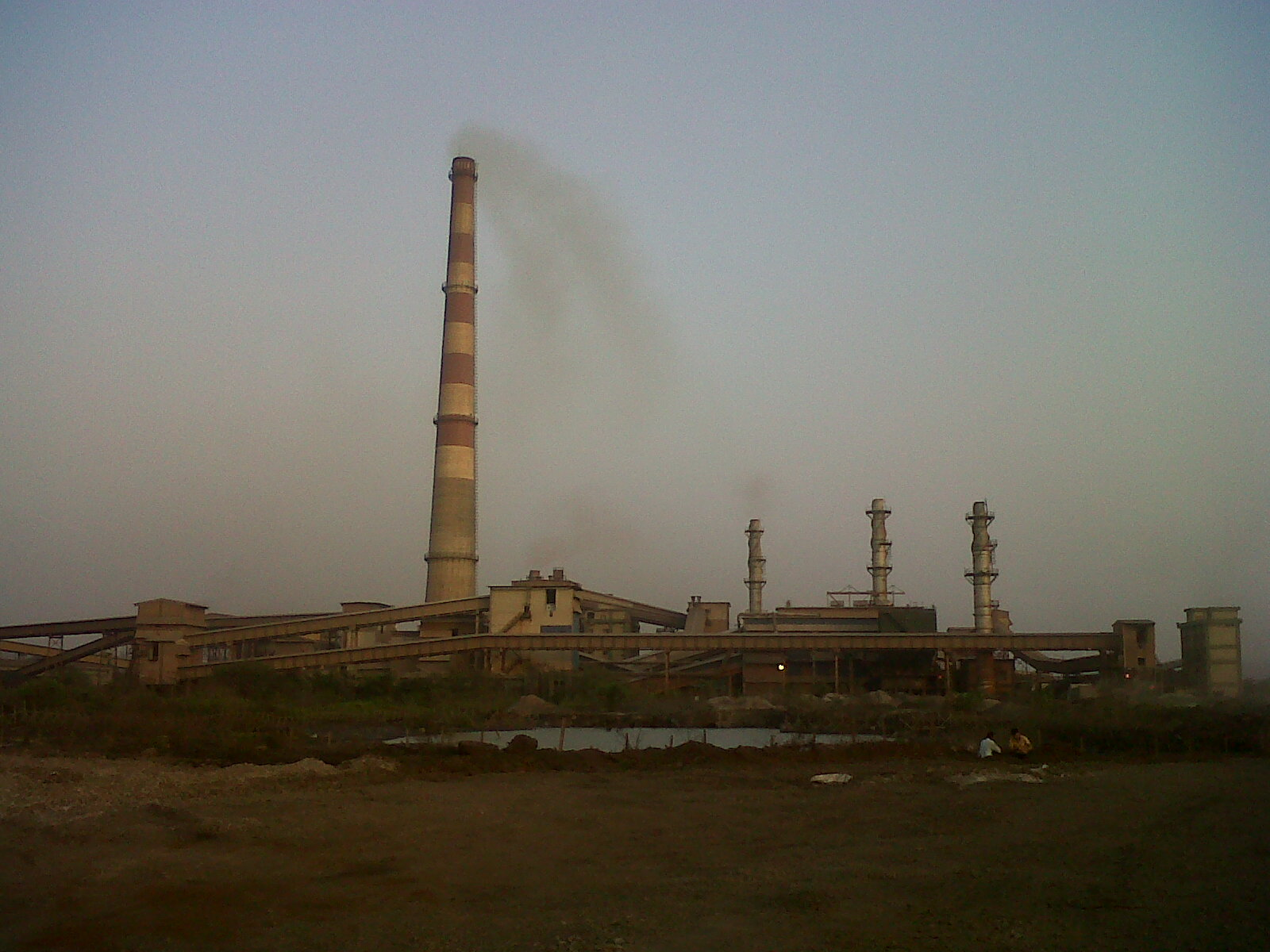
منشأة فرن قائم في الهند

الفرن القائم هو منشأة يجمع فيها خام الحديد الدقيق مع مواد أخرى في الحالة الدقيقة الناعمة عند درجات حرارة مرتفعة من أجل الحصول على منتج ذي صلادة حرارية يمكن معالجته في الفرن اللافح. في جانب آخر التلازم يعد التلازم بين الفرن القائم والفرن اللافح شائعاً أيضاً وذلك في المنشآت التي تتعامل مع الفلزات غير الحديدية، مثل منشآت صهر الرصاص والنحاس.